# Kup Jugoslavije u kuglanju za muškarce
Kup Jugoslavije u kuglanju za muškarce se povremeno održavana. Igrana su u dvije verzije kuglanja - međunarodnom načinu (poznatom i kao classic) i narodnom načinu.

## Međunarodni način
Igrano od 1961. do 1964., te od 1988. do 1990. godine.
| godina        | pobjednik        | drugoplasirani | napomene    |
| ------------- | ---------------- | -------------- | ----------- |
| 1961.         | Medveščak Zagreb |                |             |
| 1962.         | Grmoščica Zagreb |                |             |
| 1963.         |                  |                |             |
| 1964.         |                  |                |             |
| 1965. – 1987. | nije igrano      | nije igrano    | nije igrano |
| 1988.         | Grmoščica Zagreb |                |             |
| 1989.         | Grmoščica Zagreb |                |             |
| 1990.         | Grmoščica Zagreb |                |             |

## Narodni način
Igrano od 1980. do 1987. godine.
| godina | pobjednik             | drugoplasirani | napomene |
| ------ | --------------------- | -------------- | -------- |
| 1980.  | Celje                 |                |          |
| 1981.  | Celje                 |                |          |
| 1982.  | Gradis Ljubljana      |                |          |
| 1983.  | Sloga Bosanski Novi   |                |          |
| 1984.  | Grmoščica Zagreb      |                |          |
| 1985.  | Crvena zvezda Beograd |                |          |
| 1986.  | Rudar Trbovlje        |                |          |
| 1987.  | Grmoščica Zagreb      |                |          |

## Unutarnje poveznice
- Jugoslavensko klupsko prvenstvo u kuglanju za muškarce
- Kup SR Hrvatske u kuglanju za muškarce
- Kup Hrvatske u kuglanju za muškarce